# 363-тя фольксгренадерська дивізія (Третій Рейх)
363-тя фольксгренадерська дивізія (Третій Рейх) (нім. 363. Volksgrenadier-Division) — піхотна дивізія народного ополчення (фольксгренадери), що входила до складу німецьких сухопутних військ у роки Другої світової війни.

## Історія з'єднання
363-тя фольксгренадерська дивізія сформована 17 вересня 1944 року шляхом перейменування та доукомплектування розгромленої у Фалезькому «мішку» 363-ї піхотної дивізії вермахту. 566-та фольксгренадерська дивізія, що перебувала на навчальному центрі Вільдфлеккен також пішла на поповнення знов сформованої фольксгренадерської дивізії.
Вже в жовтні дивізія була включена в районі Арнема до складу XII корпусу СС 1-ї парашутної армії, що діяла у групі армій «B» проти британських військ. У листопаді дивізія перейшла в підпорядкування II танкового корпусу СС. У грудні 1944 року вона все ще перебувала в районі Арнема в особливому розпорядженні 1-ї парашутної армії групи армій «H».
У січні дивізія включена до LXXXI армійського корпусу 15-ї армії в районі Аахен/Дюрен, де тепер вони мали запобігти просуванню американських військ на Кельн. 5 березня останні німецькі війська переправилися на правий берег Рейну.
Свої останні бої дивізія вела у складі XII корпусу СС 5-ї танкової армії в районі між Рейном і Руром.
У квітні 1945 року рештки розгромленої 363-ї фольксгренадерської дивізії потрапили в полон США в Рурському «мішку».

## Райони бойових дій
- Нідерланди, Німеччина (вересень1944 — квітень 1945).

## Командування

### Командири
- генерал-лейтенант Август Деттлінг (17 вересня 1944 — лютий 1945)
- оберст Вальдемар фон Галл (лютий 1945, ТВО)
- генерал-лейтенант Алоїз Вебер (лютий — квітень 1945)

### Підпорядкованість
| Час      | Корпус     | Армія      | Група армій (округ) | Штаб                          |
| -------- | ---------- | ---------- | ------------------- | ----------------------------- |
| 1944     |            |            |                     |                               |
| вересень | формування | формування | формування          | Навчальний центр Вільдфлеккен |
| жовтень  | XII ак СС  | 1 ПА       | Група армій «B»     | Арнем                         |
| листопад | II тк СС   | 1 ПА       | Група армій «B»     | Арнем                         |
| грудень  |            | 1 ПА       | Група армій «H»     | Арнем                         |
| 1945     |            |            |                     |                               |
| січень   | LXXXI ак   | 15 А       | Група армій «B»     | Дюрен                         |
| квітень  | XII ак СС  | 5 ТА       | Група армій «B»     | Рурський «мішок»              |

### Склад
| 1944                                   |
| -------------------------------------- |
| 957-й гренадерський полк               |
| 958-й гренадерський полк               |
| 959-й гренадерський полк               |
| 363-й артилерійський полк              |
| 363-тя фузилерна рота                  |
| 363-й протитанковий дивізіон           |
| 363-й інженерний батальйон             |
| 363-й запасний батальйон               |
| 363-й дивізійний батальйон зв'язку     |
| 363-тє дивізійне управління постачання |